# Sunzi Suanjing
Pour les articles homonymes, voir Sunzi.

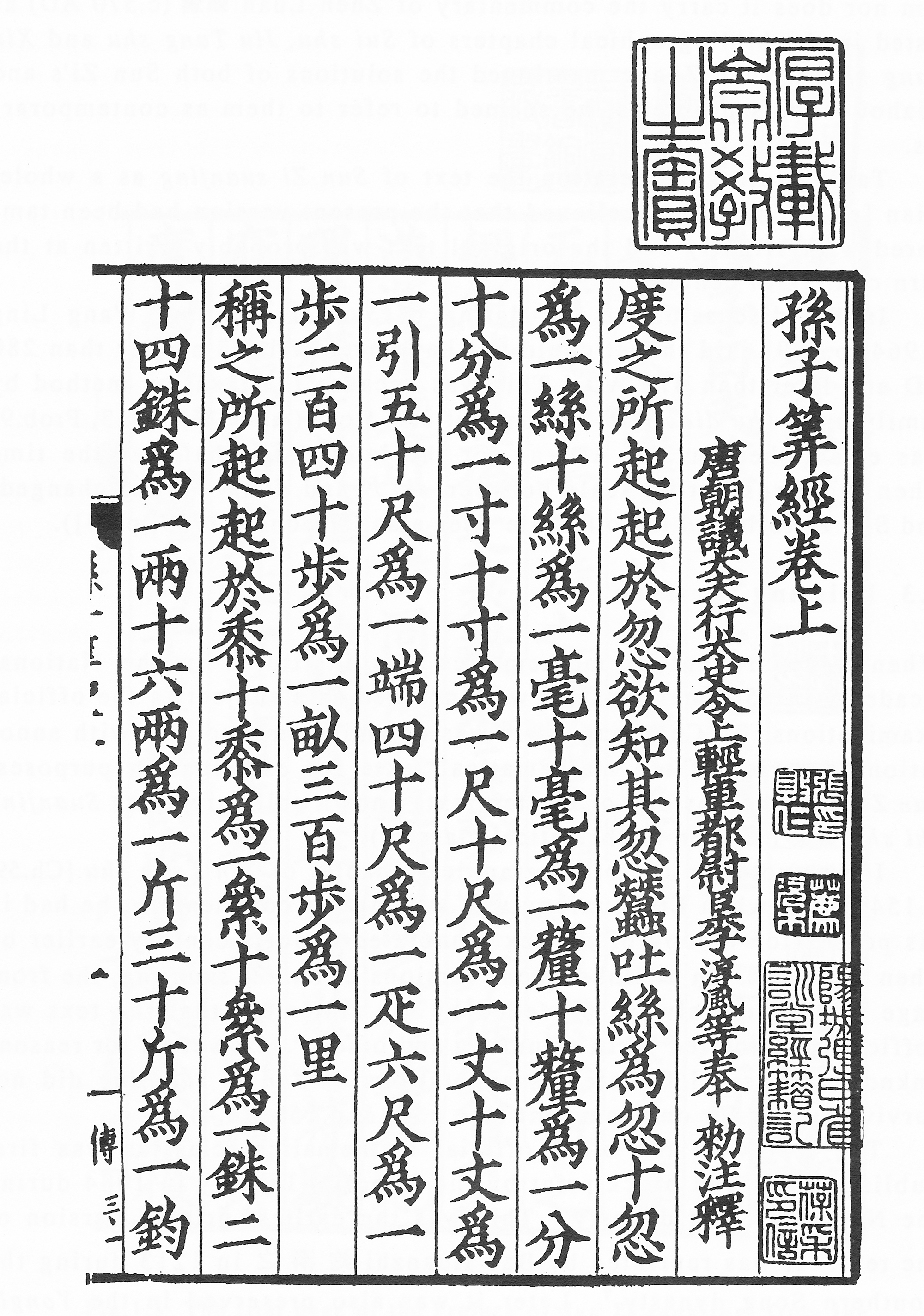
Fac-similé de l'édition de la dynastie Qing du Classique Mathématique de Sun Zi

Le Sunzi Suanjing (chinois simplifié : 孙子算经 ; chinois traditionnel : 孫子算經 ; pinyin : Sūnzĭ Suànjīng ; Wade : Sun Tzu Suan Ching ; litt. « Le classique mathématique de Maître Sun ») est un traité mathématique chinois écrit durant la période du IIIe au Ve siècle, qui a été répertorié comme l'un des dix travaux recueillis dans le Suanjing shi shu (Ten Computational Canons ou les « Dix Canons du calcul ») pendant la dynastie Tang.

## Auteur
L'identité spécifique de son auteur Sunzi (littéralement « Maître Sun ») est encore inconnue, mais il a vécu beaucoup plus tard que le Sun Tzu éponyme, auteur de L'Art de la guerre. À partir des indices textuels dans le livre, certains chercheurs ont conclu que le travail a été achevé au cours des Dynasties du Nord et du Sud. Par exemple, dans le problème 33 du volume 3, il est écrit « Luoyang est 900 li plus loin que Chang'an ». Etant donné que le nom de Chang'an est employé pour la première fois durant la dynastie Han, ce travail ne peut pas avoir été écrit avant le IIIe siècle. De plus, dans le problème 33 du volume 3, Sun Tzu écrit « Nous avons un plateau de jeu, un carré de 19 lignes et 19 colonnes. Question : combien y a-t-il de pierres ? ». Vu que le jeu de go a fait sa première apparition au milieu du IIIe siècle, le travail est plus probablement écrit durant les dynasties Wei ou Jin.
Outre le fait de donner une description des méthodes arithmétiques et des approfondissements sur les équations diophantiennes, le traité touche à l'astronomie et tente de développer un calendrier.

## Contenu

L'algorithme Sunzi de la division de 6561 par 9.
La même division identique par l'algorithme d'Al Khwarizimi.
L'algorithme Sunzi pour calculer une racine carrée.
Le même calcul par la méthode de Kushyar ibn Labban.

Le livre est divisé en trois chapitres.

### Chapitre 1
Le chapitre 1 examine les unités de mesure de longueur, de poids et de capacité, ainsi que les règles d'utilisation des baguettes à calculer. Bien que le comptage par baguettes ait été en usage dans la période des Printemps et Automnes et présent dans de nombreux livres anciens sur les mathématiques tels que le Livre sur les nombres et le calcul et Les Neuf Chapitres sur l'art mathématique, mais aucune explication détaillée des règles n'a été donnée. Pour la première fois, Le Classique Mathématique de Sun Zi a fourni une description détaillée des règles de comptage des baguettes : « on doit connaître la position du comptage des baguettes, les unités sont à la verticale, les dizaines horizontale, les centaines sont debout, les milliers se prosternent ». Suivent le plan détaillé et les règles pour la manipulation des tiges de comptage dans l'addition, la soustraction, la multiplication et la division avec de nombreux exemples.

### Chapitre 2
Le chapitre 2 porte sur les règles de fonctionnement pour les fractions avec les chiffres en tiges : la réduction, l'addition, la soustraction et la division de fractions, suivie par l'algorithme pour l'extraction de la racine carrée.

### Chapitre 3
Le chapitre 3 contient le premier exemple du théorème des restes chinois, un outil essentiel à la compréhension et à la résolution des équations diophantiennes.